# Bathurst 1000

Tor Mount Panorama Circuit

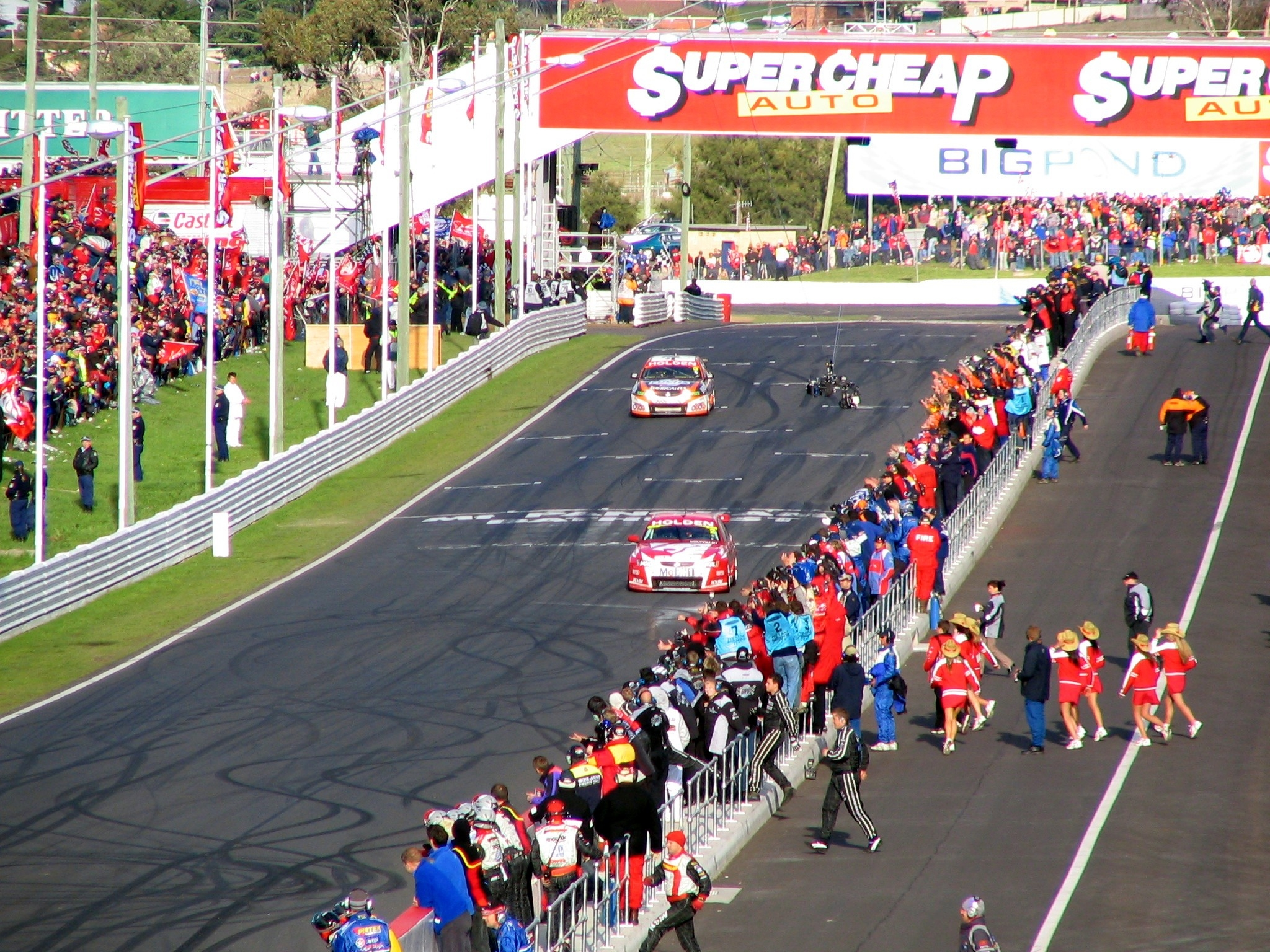
Finisz wyścigu w 2005 roku

Bathurst 1000 – wyścig samochodów turystycznych na dystansie 1000 km rozgrywany corocznie w Australii na torze Mount Panorama Circuit w Bathurst.
Jego początki sięgają 1960 roku, kiedy na torze Phillip Island odbył się wyścig Armstrong 500 na dystansie 500 mil (804 km). W 1963 wyścig przeniesiono na tor Mount Panorama, a w 1973 wydłużono jego dystans do 1000 km. Wyścig tradycyjnie rozgrywano w pierwszą niedzielę października, ale obecnie odbywa się on w drugą niedzielę. Obecnie jest on uważany za najważniejszy i najbardziej prestiżowy wyścig samochodowy w Australii.
W latach 1997 i 1998 odbyły się po dwa wyścigi. Było to spowodowane tym że jedna stacja telewizyjna miała prawa do pokazywania wyścigu, natomiast inna miała prawa do pokazywania serii Australian Touring Car Championship, której zespoły stanowiły główną siłę w tym wyścigu. W efekcie właściwy wyścig odbył się dla samochodów kategorii superturystycznej, natomiast kilka tygodni później rozegrano wyścig dla samochodów V8 Supercars startujących w serii ATCC. Frekwencja kibiców pokazała który z wyścigów jest bardziej popularny i od 1999 ponownie organizowano tylko jedną imprezę w roku – dla samochodów V8 Supercars, dla których jednocześnie wyścig stał się wtedy jedną z punktowanych rund serii.

## Zwycięzcy wyścigu
| Rok                      | Nazwa wyścigu                 | Kierowcy                               | Samochód                          | Czas                        |
| Phillip Island (500 mil) | Phillip Island (500 mil)      | Phillip Island (500 mil)               | Phillip Island (500 mil)          | Phillip Island (500 mil)    |
| ------------------------ | ----------------------------- | -------------------------------------- | --------------------------------- | --------------------------- |
| 1960                     | Armstrong 500                 | John Roxburgh Frank Coad               | Vauxhall Cresta                   | 167 okrążeń 8h 19m 99.1s    |
| 1961                     | Armstrong 500                 | Bob Jane Harry Firth                   | Mercedes-Benz 220SE               | 167 okrążeń 8h 18m 0.0s     |
| 1962                     | Armstrong 500                 | Harry Firth Bob Jane                   | Ford XL Falcon                    | 167 okrążeń 8h 15m 16.0s    |
| Mount Panorama (500 mil) |                               |                                        |                                   |                             |
| 1963                     | Armstrong 500                 | Harry Firth Bob Jane                   | Ford Cortina Mk.I GT              | 130 okrążeń 7h 46m 99.1s    |
| 1964                     | Armstrong 500                 | Bob Jane George Reynolds               | Ford Cortina Mk.I GT              | 130 okrążeń ?h ?m ?s        |
| 1965                     | Armstrong 500                 | Barry Seton Midge Bosworth             | Ford Cortina Mk.I GT500           | 130 okrążeń 7h 16m 45.1s    |
| 1966                     | Gallaher 500                  | Rauno Aaltonen Bob Holden              | Morris Cooper S                   | 130 okrążeń 7h 11m 29.1s    |
| 1967                     | Gallaher 500                  | Harry Firth Fred Gibson                | Ford XR Falcon GT                 | 130 okrążeń 6h 54m 99.1s    |
| 1968                     | Hardie-Ferodo 500             | Bruce McPhee Barry Mulholland          | Holden HK Monaro GTS327           | 130 okrążeń 6h 44m 0.0s     |
| 1969                     | Hardie-Ferodo 500             | Colin Bond Tony Roberts                | Holden HT Monaro GTS350           | 130 okrążeń 6h 32m 0.0s     |
| 1970                     | Hardie-Ferodo 500             | Allan Moffat                           | Ford XW Falcon GTHO Phase II      | 130 okrążeń 6h 33m 0.0s     |
| 1971                     | Hardie-Ferodo 500             | Allan Moffat                           | Ford XY Falcon GTHO Phase III     | 130 okrążeń 6h 9m 49.5s     |
| 1972                     | Hardie-Ferodo 500             | Peter Brock                            | Holden LJ Torana GTR XU-1         | 130 okrążeń 6h 0m 99.1s     |
| Mount Panorama (1000 km) |                               |                                        |                                   |                             |
| 1973                     | Hardie-Ferodo 1000            | Allan Moffat Ian Geoghegan             | Ford XA Falcon GT                 | 163 okrążenia 7h 20m 6.8s   |
| 1974                     | Hardie-Ferodo 1000            | John Goss Kevin Bartlett               | Ford XA Falcon GT                 | 163 okrążenia 7h 50m 99.1s  |
| 1975                     | Hardie Ferodo 1000            | Peter Brock Brian Sampson              | Holden LH Torana L34              | 163 okrążenia 7h 19m 11.3s  |
| 1976                     | Hardie-Ferodo 1000            | Bob Morris John Fitzpatrick            | Holden LH Torana L34              | 163 okrążenia 7h 7m 12.0s   |
| 1977                     | Hardie-Ferodo 1000            | Allan Moffat Jacky Ickx                | Ford XC Falcon                    | 163 okrążenia 6h 59m 7.8s   |
| 1978                     | Hardie-Ferodo 1000            | Peter Brock Jim Richards               | Holden LX Torana A9X SS           | 163 okrążenia 6h 45m 53.9s  |
| 1979                     | Hardie-Ferodo 1000            | Peter Brock Jim Richards               | Holden LX Torana A9X SS           | 163 okrążenia 6h 38m 15.8s  |
| 1980                     | Hardie-Ferodo 1000            | Peter Brock Jim Richards               | Holden VC Commodore               | 163 okrążenia 6h 47m 52.7s  |
| 1981                     | James Hardie 1000             | Dick Johnson John French               | Ford XD Falcon                    | 120 okrążeń 4h 53m 52.7s    |
| 1982                     | James Hardie 1000             | Peter Brock Larry Perkins              | Holden VH Commodore               | 163 okrążenia 6h 32m 3.2s   |
| 1983                     | James Hardie 1000             | John Harvey Peter Brock Larry Perkins  | Holden VH Commodore               | 163 okrążenia 6h 28m 31.6s  |
| 1984                     | James Hardie 1000             | Peter Brock Larry Perkins              | Holden VK Commodore               | 163 okrążenia 6h 23m 13.6s  |
| 1985                     | James Hardie 1000             | John Goss Armin Hahne                  | Jaguar XJ-S                       | 163 okrążenia 6h 41m 30.19s |
| 1986                     | James Hardie 1000             | Allan Grice Graeme Bailey              | Holden VK Commodore SS Group A    | 163 okrążenia 6h 30m 35.68s |
| 1987                     | James Hardie 1000             | Peter McLeod Peter Brock David Parsons | Holden VL Commodore SS Group A    | 158 okrążeń 7h 1m 8.4s      |
| 1988                     | Tooheys 1000                  | Tony Longhurst Tomas Mezera            | Ford Sierra RS500                 | 161 okrążeń 7h 2m 10.28s    |
| 1989                     | Tooheys 1000                  | Dick Johnson John Bowe                 | Ford Sierra RS500                 | 161 okrążeń 6h 30m 53.44s   |
| 1990                     | Tooheys 1000                  | Win Percy Allan Grice                  | Holden VL Commodore SS Group A SV | 161 okrążeń 6h 40m 52.64s   |
| 1991                     | Tooheys 1000                  | Jim Richards Mark Skaife               | Nissan Skyline BNR32 GT-R         | 161 okrążeń 6h 19m 14.80s   |
| 1992                     | Tooheys 1000                  | Mark Skaife Jim Richards               | Nissan Skyline BNR32 GT-R         | 143 okrążenia 6h 27m 16.22s |
| 1993                     | Tooheys 1000                  | Larry Perkins Gregg Hansford           | Holden VP Commodore               | 161 okrążeń 6h 29m 6.69s    |
| 1994                     | Tooheys 1000                  | Dick Johnson John Bowe                 | Ford EB Falcon                    | 161 okrążeń 7h 3m 45.8425s  |
| 1995                     | Tooheys 1000                  | Larry Perkins Russell Ingall           | Holden VR Commodore               | 161 okrążeń 6h 20m 32.4766s |
| 1996                     | AMP Bathurst 1000             | Craig Lowndes Greg Murphy              | Holden VR Commodore               | 161 okrążeń 7h 9m 28.3584s  |
| 1997                     | AMP Bathurst 1000             | Geoff Brabham David Brabham            | BMW 320i                          | 161 okrążeń 6h 41m 25.4072s |
| 1997                     | Primus 1000 Classic           | Larry Perkins Russell Ingall           | Holden VS Commodore               | 161 okrążeń 6h 21m 55.5483s |
| 1998                     | AMP Bathurst 1000             | Rickard Rydell Jim Richards            | Volvo S40                         | 161 okrążeń 6h 54m 23.4756s |
| 1998                     | FAI 1000                      | Jason Bright Steven Richards           | Ford EL Falcon                    | 161 okrążeń 6h 42m 23.9039s |
| 1999                     | FAI 1000                      | Steven Richards Greg Murphy            | Holden VT Commodore               | 161 okrążeń 6h 51m 48.8354s |
| 2000                     | FAI 1000                      | Garth Tander Jason Bargwanna           | Holden VT Commodore               | 161 okrążeń 7h 23m 30.2348s |
| 2001                     | V8Supercar 1000               | Mark Skaife Tony Longhurst             | Holden VX Commodore               | 161 okrążeń 6h 50m 33.1789s |
| 2002                     | Bob Jane T-Marts 1000         | Mark Skaife Jim Richards               | Holden VX Commodore               | 161 okrążeń 6h 58m 41.0260s |
| 2003                     | Bob Jane T-Marts 1000         | Greg Murphy Rick Kelly                 | Holden VY Commodore               | 161 okrążeń 6h 32m 55.4044s |
| 2004                     | Bob Jane T-Marts 1000         | Greg Murphy Rick Kelly                 | Holden VY Commodore               | 161 okrążeń 6h 29m 36.2055s |
| 2005                     | Supercheap Auto 1000          | Mark Skaife Todd Kelly                 | Holden VZ Commodore               | 161 okrążeń 6h 37m 17.0012s |
| 2006                     | Supercheap Auto 1000          | Craig Lowndes Jamie Whincup            | Ford BA Falcon                    | 161 okrążeń 6h 59m 53.5852s |
| 2007                     | Supercheap Auto Bathurst 1000 | Craig Lowndes Jamie Whincup            | Ford BF Falcon                    | 161 okrążeń 6h 29m 10.1985s |
| 2008                     | Supercheap Auto Bathurst 1000 | Craig Lowndes Jamie Whincup            | Ford BF Falcon                    | 161 okrążeń 6h 26m 00.4291s |
| 2009                     | Supercheap Auto Bathurst 1000 | Will Davison Garth Tander              | Holden VE Commodore               | 161 okrążeń 6h 40m 02.4884s |
| 2010                     | Supercheap Auto Bathurst 1000 | Craig Lowndes Mark Skaife              | Holden VE Commodore               | 161 okrążeń 6h 12m 51.4153s |
| 2011                     | Supercheap Auto Bathurst 1000 | Garth Tander Nick Percat               | Holden VE Commodore               | 161 okrążeń 6h 26m 52.2691s |
| 2012                     | Supercheap Auto Bathurst 1000 | Jamie Whincup Paul Dumbrell            | Holden VE Commodore               | 161 okrążeń 6h 16m 01.3304s |
| 2013                     | Supercheap Auto Bathurst 1000 | Mark Winterbottom Steven Richards      | Ford FG Falcon                    | 161 okrążeń 6h 11m 27.9315s |
| 2014                     | Supercheap Auto Bathurst 1000 | Chaz Mostert Paul Morris               | Ford FG Falcon                    | 161 okrążeń 7h 58m 53.2052s |
| 2015                     | Supercheap Auto Bathurst 1000 | Craig Lowndes Steven Richards          | Holden VF Commodore               | 161 okrążeń 6h 16m 07.7064s |
| 2016                     | Supercheap Auto Bathurst 1000 | Will Davison Jonathon Webb             | Holden VF Commodore               | 161 okrążeń 6h 19m 25.3237s |
| 2017                     | Supercheap Auto Bathurst 1000 | David Reynolds Luke Youlden            | Holden VF Commodore               | 161 okrążeń 7h 11m 45.5456s |
| 2018                     | Supercheap Auto Bathurst 1000 | Craig Lowndes Steven Richards          | Holden ZB Commodore               | 161 okrążeń 6h 01m 44.8637s |
| 2019                     | Supercheap Auto Bathurst 1000 | Scott McLaughlin Alexandre Prémat      | Ford Mustang GT                   | 161 okrążeń 6h 27m 51.5260s |
| 2020                     | Supercheap Auto Bathurst 1000 | Shane Van Gisbergen Garth Tander       | Holden ZB Commodore               | 161 okrążeń 6h 10m 56.1143s |
| 2021                     | Repco Bathurst 1000           | Chaz Mostert Lee Holdsworth            | Holden ZB Commodore               | 161 okrążeń 6h 15m 06.1952s |
| 2022                     | Repco Bathurst 1000           | Shane Van Gisbergen Garth Tander       | Holden ZB Commodore               | 161 okrążeń 6h 41m 53.7220s |
| 2023                     | Repco Bathurst 1000           | Shane Van Gisbergen Richie Stanaway    | Chevrolet Camaro ZL1-1LE          | 161 okrążeń 6h 07m 07.4957s |
| 2024                     | Repco Bathurst 1000           | Brodie Kostecki Todd Hazelwood         | Chevrolet Camaro ZL1-1LE          | 161 okrążeń 5h 58m 03.0649s |